# Katarina Barley
Pour les articles homonymes, voir Barley.
Katarina Barley, née le 19 novembre 1968 à Cologne, est une femme politique allemande, membre du Parti social-démocrate d'Allemagne (SPD).

## Biographie
Elle est la fille d'un journaliste britannique de la Deutsche Welle et d'une médecin allemande.
Elle est élue le 11 décembre 2015 secrétaire générale du SPD lors du 37e congrès fédéral à Berlin avec 93 % des suffrages exprimés.
Choisie le 30 mai 2017 comme successeur de Manuela Schwesig, destinée à devenir ministre-présidente de Mecklembourg-Poméranie-Occidentale, Katarina Barley est nommée le 2 juin 2017 ministre fédérale de la Famille, des Personnes âgées, des Femmes et de la Jeunesse.
Ministre de la Justice entre 2018 et 2019, elle devient députée européenne le 2 juillet de cette dernière année et est élue vice-présidente du Parlement européen le lendemain.
Aux élections européennes de juin 2024, elle est la tête de liste du SPD au pouvoir. Elle est jugée « peu charismatique » et son parti connaît une « sévère défaite » se plaçant troisième après la CDU et l'AFD. Le Parti social-démocrate enregistre le plus mauvais score de son histoire, avec 13,9 % des voix. Elle devient vice-présidente du Parlement européen en juillet 2024.